# تپه دیک قیصرق
تپه دیک قیصرق مربوط به هزاره اول قبل از میلاد است و در شهرستان سرآب، بخش مهربان، روستای قیصرق واقع شده و این اثر در تاریخ ۷ مهر ۱۳۸۱ با شمارهٔ ثبت ۶۴۰۰ به‌عنوان یکی از آثار ملی ایران به ثبت رسیده است.